# Rehaupal
Rehaupal ist eine französische Gemeinde mit 208 Einwohnern (1. Januar 2022) im Département Vosges in der Region Grand Est (bis 2015 Lothringen). Sie gehört zum Arrondissement Saint-Dié-des-Vosges und zum Gemeindeverband Gérardmer Hautes Vosges.

## Geografie
Die Gemeinde Rehaupal liegt in den Vogesen, etwa 13 Kilometer nordwestlich der Stadt Gérardmer. Das 4,72 km² große Gemeindegebiet von Rehaupal erstreckt sich entlang des oberen Tales des Vologne-Nebenflusses Barba bis zu dessen Quelle auf einer Länge von etwa sechs Kilometern. Die Barba nimmt mehrere Gebirgsbäche auf, unter anderem den Ruisseau de Christele Pierre und den Ruisseau des Spaxes. Letzterer weitet bei seiner Mündung das Barbatal auf eine Breite von ca. 400 Metern auf. Hier liegt die Keimzelle und der heutige Ortsmittelpunkt Rehaupals. Etwa 40 % des Gemeindeareals sind bewaldet, insbesondere die Lagen über 600 Meter im Norden und Südosten. Die Meereshöhe der Tallagen von über 480 Metern lässt kaum noch wirtschaftlichen Ackerbau zu, daher dominieren in den Tälern und an den unteren Hängen Viehweiden. Nachbargemeinden von Rehaupal sind Champdray im Nordosten und Osten, Liézey im Südosten, Le Tholy im Süden, Tendon im Westen sowie Laveline-du-Houx im Nordwesten.

## Geschichte
Aus dem 14. Jahrhundert ist der Ortsname Raihaupaulz überliefert. Das Dorf gehörte zum Kapitel Remiremont, die Bewohner waren bis zum Bau der Kirche Saint Pierre in der Nachbargemeinde Champdray eingepfarrt.
1793 hatte die Gemeinde noch die Schreibweise Rehanpal. 1836 verlor die Gemeinde Rehaupal einen Teil ihres Gebietes an die neu gegründete Gemeinde Liézey.

### Bevölkerungsentwicklung
| Jahr                       | 1962 | 1968 | 1975 | 1982 | 1990 | 1999 | 2006 | 2015 | 2022 |
| -------------------------- | ---- | ---- | ---- | ---- | ---- | ---- | ---- | ---- | ---- |
| Einwohner                  | 203  | 204  | 171  | 179  | 163  | 188  | 183  | 205  | 208  |
| Quellen: Cassini und INSEE |      |      |      |      |      |      |      |      |      |

Im Jahr 1846 wurde mit 560 Bewohnern die bisher höchste Einwohnerzahl ermittelt. Die Zahlen basieren auf den Daten von cassini.ehess und INSEE.

## Sehenswürdigkeiten
- Kirche Saint-Pierre aus dem 19. Jahrhundert
- ehemalige Wassermühle, heute Herberge

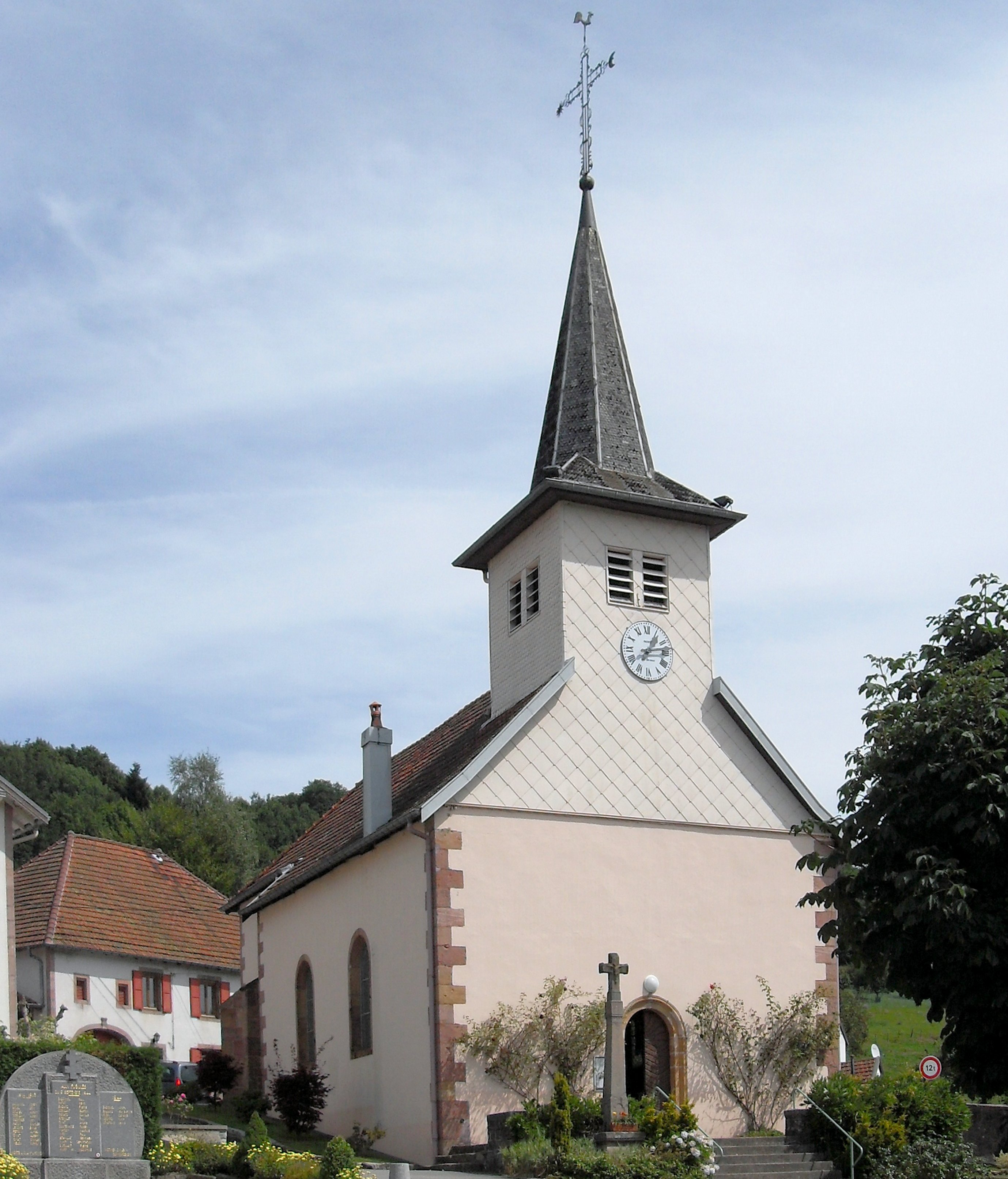
Kirche Saint-Pierre in Rehaupal

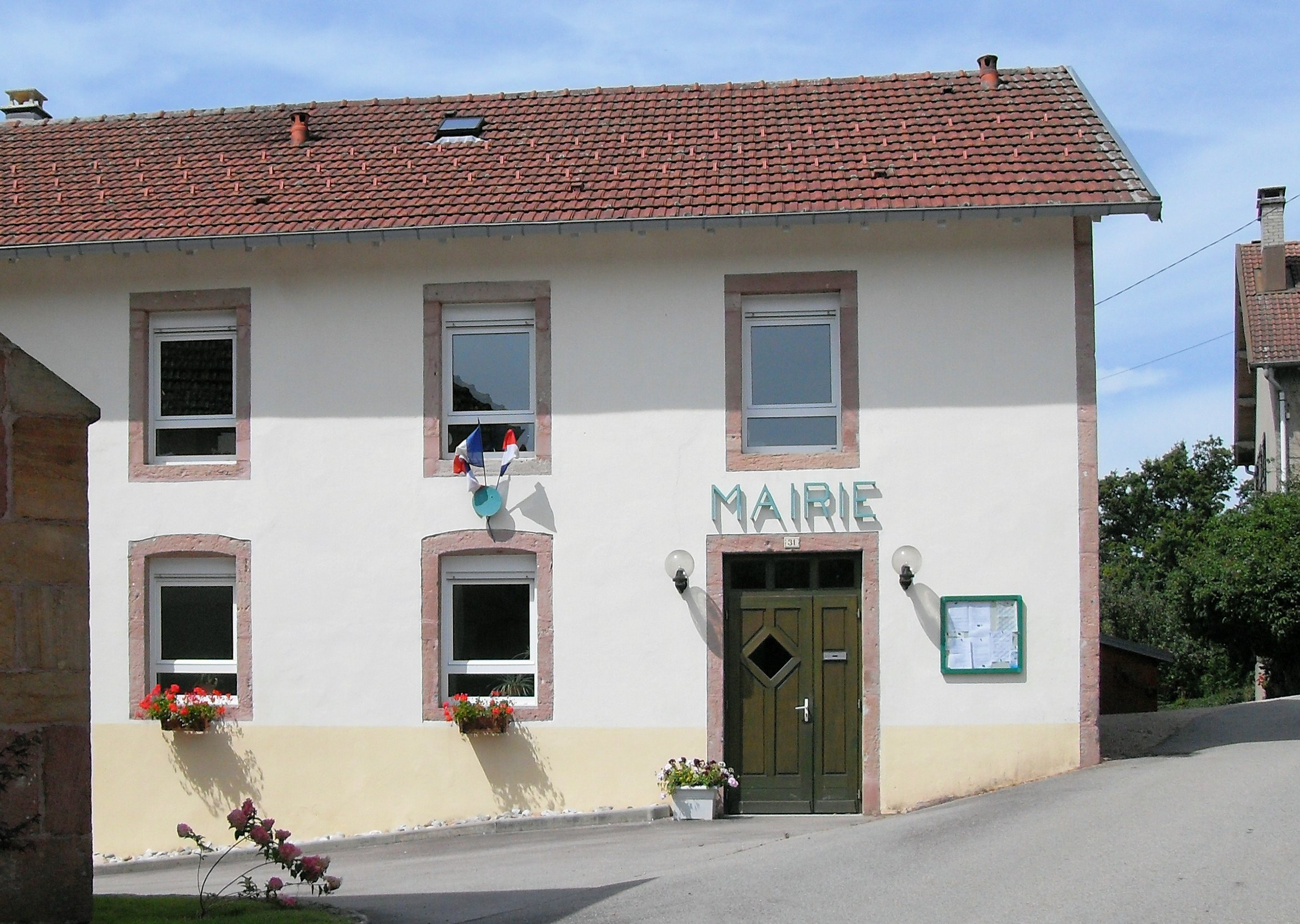
Mairie Rehaupal

## Wirtschaft und Infrastruktur
Rehaupal ist heute ein Touristenort mit Pensionen und Ferienhäusern. Diese Entwicklung verdankt die Gemeinde der Lage nahe den Wasserfällen von Tendon und dem Lac de Gérardmer sowie der günstigen Verkehrsanbindung zur Stadt Gérardmer. Darüber hinaus sind in der Gemeinde sieben Landwirtschaftsbetriebe ansässig (Getreideanbau, Milchwirtschaft).
Rehaupal ist fünf Kilometer von der die Vogesen durchquerenden Départementsstraße 417 (Remiremont-Gérardmer-Colmar) entfernt. Die Hauptstraße in Rehaupal folgt dem Tal der Barba und verbindet die Gemeinde mit Le Tholy und Laveline-du-Houx. Der nächste Bahnhof liegt in der neun Kilometer entfernten Gemeinde Lépanges-sur-Vologne.

## Belege
1. ↑  Rehaupal auf vosges-archives.com (Memento des Originals vom 4. März 2016 im Internet Archive)  Info: Der Archivlink wurde automatisch eingesetzt und noch nicht geprüft. Bitte prüfe Original- und Archivlink gemäß Anleitung und entferne dann diesen Hinweis. (französisch)
2. ↑  Ortsnamel auf cassini.ehess.fr
3. ↑  Rehaupal auf cassini.ehess
4. ↑  Rehaupal auf INSEE
5. ↑  Landwirtschaftsbetriebe auf annuaire-mairie.fr (französisch)